# Пауль Майтла
Пауль Андрес Майтла (ісп. Paul Andres Maitla), уроджений Пауль Матьєсен (ісп. Paul Mathiesen; 27 березня 1913 — 10 травня 1945) — естонський офіцер, штурмбанфюрер СС. Кавалер Лицарського хреста Залізного хреста.

## Біографія
Пауль був молодшим із трьох дітей у сім'ї: старший брат загинув у війні за незалежність, старша на 8 років сестра померла в ЕРСР через кілька років після закінчення Другої світової війни. Пауль вчився в початковій школі з 1921 року, в комерційній гімназії Тарту з 1927 року і закінчив середню школу Поегласте в 1934 році. Після закінчення змінив прізвище на «Майтла» в рамках політики відмови від російських і німецьких прізвищ.
У вересні 1934 року зарахований до Військової школи, навчався на сапера. У 1937 році вступив на офіцерські курси і закінчив їх у серпні 1938 року служив в 3-му піхотному батальйоні в Вальга. У 1939 році з нагоди Дня незалежності отримав звання лейтенанта указом Президента Естонії, служив інструктором державної самооборони в одній зі шкіл Тарту.
Після приєднання Прибалтики до СРСР Майтла був призваний до Червоної армії, де служив в 171-му стрілецькому батальйоні 182-ї стрілецької дивізії. У липні 1941 року потрапив в полон до німців під Порхову, в листопаді 1941 року був звільнений в обмін на зобов'язання служити в допоміжній поліції: він служив в 37-му батальйоні шуцманшафту «Дорпат», охороняючи німецькі аеродроми. Восени 1942 року отримав звання лейтенанта, в жовтні призваний в Естонський легіон СС і зі 113 добровольцями відправився на навчання до Польщі, а потім і на курси офіцерів в Бад-Тельц.
У 1943 році Майтла призначений командиром 3-ї роти 1-го батальйону 45-го естонського гренадерського полку СС 3-ї естонської добровольчої бригади СС. У квітні бригада взяла участь в боях за Невель, 8 грудня того ж року Майтла отримав Залізний хрест 2-го класу. 18 грудня одружився з Айно Ангерьяс (восени 1944 року народилася дочка Каї), через хворобу до лютого 1944 роки не служив. У квітні 1944 року підвищений до звання гауптштурмфюрера СС і призначений командиром 1-го батальйону 45-го гренадерського полку СС при новосформованої 20-ї гренадерської дивізії СС (1-ї естонської). В липні місяці брав участь в боях при Аувері. 29 липня брав участь в успішній контратаці на рубежі «Танненберг».
У серпні Майтла приєднався до бойової групи штандартенфюрера СС Пауля Вента, але знову захворів і відправився в шпиталь Тарту. Звідти евакуйований у німецький Брегенц, в січні 1945 року повернувся в особовий склад 45-го полку.
Пауль Майтла загинув 10 травня 1945 року в чеському місті Німбург. У 2005 році в міському архіві розкрилися обставини смерті: від 400 до 1300 бійців 20-ї дивізії СС потрапили в полон до чеських партизанів у дні Празького повстання. Майтла був заарештований чехами 9 травня, а на світанку наступного дня розстріляний разом із чотирма естонськими солдатами як військовий злочинець.

## Нагороди
- Медаль «За зимову кампанію на Сході 1941/42»
- Штурмовий піхотний знак в сріблі
- Залізний хрест
  - 2-го класу (8 грудня 1943)
  - 1-го класу (липень 1944)
- Лицарський хрест Залізного хреста (23 серпня 1944)